# Leptotrombidium
Leptotrombidium (/ˌlɛptoʊtrɒmˈbɪdiəm/) là một chi động vật trong họ ve mò (Trombiculidae), loài Leptotrombidium deliense là vật trung gian truyền bệnh của vi khuẩn Orientia tsutsugamushi gây bệnh sốt mò với nhiều tên gọi khác như sốt triền sông Nhật Bản, Tsutsugamushi, giả thương hàn, sốt bụi rậm (scrub typhus).

## Đặc điểm
Các loài trong chi này thường sống ở các bụi cây, bụi cỏ ẩm phía trên là các vòm cây cao, hoặc trong các hang đá có các loài gậm nhấm sống, người thường mắc bệnh sốt mò khi đi qua hoặc làm việc ở những nơi này như bộ đội hành quân chiến đấu, người đi săn, phát rẫy làm nương rẫy hoặc khi đi qua các vùng ven suối, ven song, vào các hang đá. Ấu trùng mò khi hút máu vật chủ có mang mầm bệnh sau đó ấu trùng mò phát triển thành mò trưởng thành và đẻ trứng. Từ vết loét vi khuẩn đột nhập vào hệ bạch huyết gây viêm hạch tại chỗ rồi tiến tới gây viêm hạch toàn thân, gây sưng, đau hạch.